# 怪物くん (テレビドラマ)
- 藤子不二雄（連載） > 藤子不二雄Ⓐ > 怪物くん > 怪物くん (テレビドラマ)
- 藤子不二雄 > 実写 > 怪物くん (テレビドラマ)

『怪物くん』（かいぶつくん）は、藤子不二雄Ⓐの漫画『怪物くん』を原作としたテレビドラマ作品。主演はアイドルグループ・嵐の大野智。

## 概要
2010年4月17日から6月12日、日本テレビの土曜ドラマ枠で放送された。主演は嵐の大野智で、撮影にシネマ風エフェクトを用いている。地上アナログ放送では同作品より16：9レターボックス映像で放送。
キャッチコピーは「愉快、痛快、奇々怪々!!」で、モノクロアニメ版OP曲「おれは怪物くんだ」にある歌詞からの引用である。大野は同局の連続ドラマは初主演となった。チェ・ホンマンは連続ドラマ初出演、子役の濱田龍臣は民放での連続ドラマは初レギュラー出演となる。ドラマ全話とSP版のショートストーリーは、ドラマ版のオリジナルで脚本家の西田征史が手がけた。
実写ドラマ化にあたり、原作者の藤子不二雄Ⓐも快く了承したが、主人公である怪物くんに大野を起用すると知り、人気絶頂のアイドルが怪物くんを演じることに驚き、「どう考えてもイメージが結びつかなかった」という。しかし放送開始後、藤子も「見事に大野君が自分の怪物くんをつくりあげてくれた!」そして「テレビにへばりついて見ている!」とコメントしている。
ドラマの最終回には、大野と同グループの嵐の松本潤が特別出演した。そして2010年6月26日に特別編として「もう帰って来たよ!!怪物くん全て新作SP」が放送された。ドラマ本編で語られなかったエピソードをショートストーリー仕立てにした番外編的な内容であった。デモキンやデモリーナなどの悪魔族の面々は登場しておらず、そのせいか本編に比べてギャグ色が強くなっており作者本人が探偵役で出演し、またストーリーの一つは大野の先輩であり、本編でデモキンを演じたTOKIOの松岡昌宏が演出を担当した。なおこの年の大晦日に放送された『第61回NHK紅白歌合戦』では主演の大野およびドラキュラ役の八嶋、オオカミ男役の上島がこのドラマで演じた姿で「ユカイツーカイ怪物くん」を歌唱した。なお、フランケン役のチェ・ホンマンだけはスケジュールの関係で登場しなかった（怪物仲間曰く「怪物界で紅白を見てる」らしい）。
ドラマ終了後の2010年8月1日には、フランケン役のチェ・ホンマンが、2011年5月1日には市川ヒロシ役の濱田龍臣がTOKIOの冠番組でもある『ザ!鉄腕!DASH!!』にそれぞれ出演し、濱田の場合は2011年2月17日放送分の『VS嵐』に出演するなど、当番組をきっかけにTOKIOや嵐のメンバーと当番組関係者の他番組での共演が増えている。
2011年1月、『映画 怪物くん』のタイトルで映画化が発表され、東宝配給で11月26日に公開された。3D映画でもある。大野にとってはこれが映画単独初主演となった。

## キャスト
オープニングナレーションは吉田真澄が担当。★はドラマオリジナルキャラクター。◎はSP版のみ登場した。
| - 怪物くん - 大野智（嵐） - 怪物大王 - 鹿賀丈史 - ドラキュラ - 八嶋智人 - オオカミ男 - 上島竜兵（ダチョウ倶楽部） - フランケン - チェ・ホンマン - 爺や - 半海一晃 - ★オオカミ男の娘（モネ）- 澤田萌音→石井萌々果（SP版1） - 羊男 - 東貴博◎2 - 怪子ちゃん - ベッキー◎1・2 - ★怪物くんの執事 - 松本潤（嵐）（最終話に友情出演） - デモキン／正義くん - 松岡昌宏（TOKIO） - ★デモリーナ／高杉よし江 - 稲森いずみ - ★アックマー - 津田寛治 - ★Dr.マリス - 飯田基祐 | - 市川ウタコ - 川島海荷 - 市川ヒロシ - 濱田龍臣 - ★お巡りさん - 三宅弘城 - ★大家さん - 福井裕子 - ★ノブオ（ヒロシのクラスメイト） - 上田瑠星 - ★ケイタ（同上） - 阿部圭吾 - ★マサル（同上） - 田川涼 - ★高杉よし江の弟 - 中村咲哉 - ★名探偵A（エース） - 藤子不二雄Ⓐ（特別出演）◎1 |

## スタッフ
- チーフプロデューサー - 櫨山裕子
- プロデューサー - 池田健司、原藤一輝、秋元孝之
- 脚本 - 西田征史、高橋悠也（第4、6話共同脚本）
- 演出 - 中島悟、狩山俊輔、石尾純
- 音楽 - 井筒昭雄
- サウンドデザイン - 石井和之
- CG - EDP Graphic Works
  - OP・VFX - 熊本直樹
- コンセプトデザイン・マットペイント - 木村俊幸
- コンポジッター - 阪本親則
- 特殊メイク・キャラクターデザイン - 梅沢壮一
- アクションコーディネート - 佐々木修平
- 技術・美術協力 - NiTRo、日本テレビアート、ビデオサービス、ソニーPCL、Creative Salon DTJ
- 協力 - ジェイ・ストーム
- 制作協力 - オフィスクレッシェンド
- 製作著作 - 日本テレビ

## 音楽

### 主題歌・挿入歌
- 主題歌：嵐「Monster」（ジェイ・ストーム）
- 挿入歌：大野智「ユカイツーカイ怪物くん」（ジェイ・ストーム）
作詞：藤子不二雄Ⓐ、作曲：小林亜星

### 関連CD
2010年5月26日にバップから、ドラマのサウンドトラックとして『怪物くん オリジナルサウンドトラック』が発売された。音楽は井筒昭雄が担当している。
収録曲
| トラック | 曲名                   | 作曲     | 時間 |
| -------- | ---------------------- | -------- | ---- |
| 01       | 怪物くん               | 井筒昭雄 | 5:20 |
| 02       | 愉快、痛快、奇々怪々!! | 井筒昭雄 | 3:11 |
| 03       | 怪物ランド             | 井筒昭雄 | 3:05 |
| 04       | デモキン、蘇り         | 井筒昭雄 | 3:00 |
| 05       | ゆかいな怪物屋敷       | 井筒昭雄 | 2:17 |
| 06       | 悪魔の招待状           | 井筒昭雄 | 3:20 |
| 07       | 怪物王子               | 井筒昭雄 | 5:25 |
| 08       | 陰の主                 | 井筒昭雄 | 2:18 |
| 09       | デビランド             | 井筒昭雄 | 3:24 |
| 10       | お供の3匹              | 井筒昭雄 | 2:37 |
| 11       | みんなの時間           | 井筒昭雄 | 3:00 |
| 12       | 欲望の人間界           | 井筒昭雄 | 2:33 |
| 13       | すてきな人間界         | 井筒昭雄 | 2:31 |
| 14       | 人間界で大暴れ         | 井筒昭雄 | 1:58 |
| 15       | デモリーナ             | 井筒昭雄 | 3:07 |
| 16       | ともだちだろ?          | 井筒昭雄 | 3:27 |
| 17       | フルハウス             | 井筒昭雄 | 2:24 |
| 18       | アックマーの誘い       | 井筒昭雄 | 2:49 |
| 19       | 念力!!                 | 井筒昭雄 | 1:53 |
| 20       | きみがいなくちゃ       | 井筒昭雄 | 3:16 |
| 21       | 悪魔界の陰謀           | 井筒昭雄 | 3:57 |
| 22       | 帽子に誓って...        | 井筒昭雄 | 3:27 |
| 23       | うるさ〜い!!           | 井筒昭雄 | 3:01 |
| 24       | 大いなる力、魔王石     | 井筒昭雄 | 1:39 |
| 25       | 怪物大王の願い         | 井筒昭雄 | 3:25 |

## 放送日程
| 各話                                                       | 放送日         | サブタイトル                          | 演出                     | ゲスト                                                                              | 視聴率 |
| ---------------------------------------------------------- | -------------- | ------------------------------------- | ------------------------ | ----------------------------------------------------------------------------------- | ------ |
| 第1話                                                      | 2010年 4月17日 | 人間界で修行ザマス!!                  | 中島悟                   | 迫田孝也、伊藤幸純、龍坐、小池唯、松山尚子                                          | 17.5%  |
| 第2話                                                      | 4月24日        | お金はうまいでガンス                  | 中島悟                   | 隈部洋平、七枝実、あぢゃ、水野智則、佐武宇綺、朝日奈央                              | 15.6%  |
| 第3話                                                      | 5月01日        | 坊っちゃんが二人!? ザマス             | 狩山俊輔                 | 久保貫太郎                                                                          | 12.8%  |
| 第4話                                                      | 5月08日        | オトシヨリ最高! 王子号泣              | 中島悟                   | 佐々木すみ江、平沼紀久、加瀬尊朗、亀山助清、 唐木ちえみ、森康子、貞平麻衣子         | 13.1%  |
| 第5話                                                      | 5月15日        | 恋のパワーは無敵ザマス!!              | 石尾純                   | 入山法子、東根作寿英、馬場典子、深水元基、野村信次、 嘉陽愛子、藤沢奈奈、大村沙亜子 | 12.5%  |
| 第6話                                                      | 5月22日        | 怪物大王の親心&デモキン復活           | 中島悟                   | 岡田達也、津乃村真子                                                                | 12.1%  |
| 第7話                                                      | 5月29日        | 最終試練! さよなら人間界              | 狩山俊輔                 | ヨシダ朝                                                                            | 13.9%  |
| 第8話                                                      | 6月05日        | 怪物界vs悪魔界因縁の最終対決          | 石尾純                   | -                                                                                   | 14.1%  |
| 最終話                                                     | 6月12日        | 人間最高! 王子パワー解放              | 中島悟                   | 松本潤、累央、ヨシダ朝                                                              | 13.7%  |
| 平均視聴率 14.0%（視聴率は関東地区・ビデオリサーチ社調べ） |                |                                       |                          |                                                                                     |        |
| 特別編                                                     | 6月26日        | もう帰って来たよ!! 怪物くん全て新作SP | 石尾純 狩山俊輔 松岡昌宏 | ベッキー、藤子不二雄A                                                               | 11.6%  |
| スペシャル                                                 | 2011年10月15日 | 怪物くん完全新作スペシャル!!          | 石尾純                   | 東貴博、伊藤幸純、永堀剛敏、松林慎司、土田アシモ                                    | 14.3%  |

- 第1話は「土曜の嵐第1夜・怪物くん開幕スペシャル」の第1部として、21:00～22:10の70分SP。さらに直後番組『嵐伝〜今夜しか見られない嵐がわかりすぎるVTR一挙放出スペシャル〜』への接続はステブレレスだったが、『土曜ドラマ』と直後番組への接続がステブレレスになったのは、史上初。また第2話も21:56まで2分延長し、その後、嵐司会のトーク番組「嵐にしやがれ」の第1話とセットで「土曜の嵐第2夜・嵐にしやがれ開幕スペシャル」でその第1部として放送された。
- 視聴率は『ヤスコとケンジ[9]』以来の全てにおいて二桁台となった。
- 最終回と特別編の間の週にあたる2010年6月19日は『コレってアリですか?』（2010年7月以降レギュラー化）の特別番組を放送した。このように最終回のあと1週置いて特別編を編成することになったのは、同時間にテレビ朝日が2010 FIFAワールドカップの日本×オランダの試合を放送したためで、特にドラマを同時ネットしている日本テレビ系列局のうちテレビ朝日系列が無い地域の局（山梨放送・北日本放送・四国放送・高知放送）が視聴者保護によりワールドカップの同時放送を行ったことから敢えてこの日を空白としたことによる。
- 提供クレジットは、前作『左目探偵EYE』までは全社白文字表示だったのに対し、本作品からは白透かしじゅうたんの上にカラー表示される形式に変更された。

## 漫画・アニメ版との相違点
ドラマ版のストーリーは、原作やアニメ版とは大幅に異なっている。そのため、ここでは、設定上の相違点のみを挙げる。
怪物くんと怪物大王
怪物くんが王位継承にあたっての修行のために人間界にやってきたという設定は同様だが、ドラマ版では怪物大王に半ば強制的に送りこまれる。人間たちに怪物と知られたら怪物ランドに戻れないという制約が課され（そのため、ドラマ版ではヒロシやウタコも怪物くんたちが「怪物」であることを知らず、怪物くんの「怪物太郎」という名前も変わった苗字という認識しかしていない。ヒロシは怪物くんの真の姿や力を目の当たりにしたことがあるが、それを手品だと思っており彼をマジシャンだと勘違いしている）、また屋敷以外の経済的援助は受けていない。
怪物くんの怪物大王に対する呼び方が原作やアニメで多かった『親父』ではなく、ドラマ版では原作でたまに使っていた『パパ』。怪物大王は原作ではまさに「怪物」のごとき外見を呈しているのに対し、ドラマ版では（鹿賀丈史が演じていることもあり）人間に近い外見となっており、また第6話では人間の姿で人間界を訪ねている。
怪物くんの好物は原作ではあんみつだが、ドラマ版ではカレーライスになっている。また原作やアニメとは異なり雷を怖がる描写はない。
原作やアニメでは怪物ランドと人間界の往来は飛行によって行うが、ドラマでは屋敷内の「審判の間」なるゲートでつながっていて爺やが番人を務めている。ただし、大王の許可がないと通れない。
怪物くんが被っている帽子は念力を封印する効力を持ち、爺やが密かに渡した魔王石が光った時のみ念力を発揮できる。この石はふとしたことから怪物屋敷に侵入したヒロシが拾い、第3話にて悪魔族から守るために飲み込んでしまい、以降はヒロシが近くにいない限り念力を使用できなくなる。なお怪物くんには魔王石の詳細は知らされておらず、本人はただ単に「（ヒロシとの）友達パワー」のおかげで力が使えると思っている。魔王石は第6話で怪物大王に取り出され、第8話で復活したデモキンが奪い返す。最終的には怪物くんが破壊した（のちに映画版で破片はドラキュラが回収していたことが判明する）。また封印の帽子は怪物くんたちが帰国した後に屋敷に残され、ヒロシの手に渡る。
怪物くんのお供
ドラキュラは日光には弱いものの昼間でも活動可能（夜の散歩に出かける描写がない）。また、原作では人間界で吸血を禁じられており、血の代用として飲んでいるトマトジュースが、ドラマ版では好物となっており、怪物ランドにいるときも愛飲している。また、八嶋智人が演じていることもあり、眼鏡をかけている、原作でもたまに眼鏡をかけている時もあったがほんの数シーンだけであった。原作での一人称は「あたし」だったが、ドラマ版では一人称が「ミー（Me）」という外国かぶれ口調（英語圏）になっている。
原作のオオカミ男は丸い物で変身した場合は中途半端にしか変身しないが、ドラマでは完璧に変身できる。またコックであるという設定がなくなり、料理についての描写もない（ただし、ドラマの劇中で怪物くんがオオカミ男に食事を催促するシーンはあった）。また、ダチョウ倶楽部の上島竜兵が演じることもあり、頭髪が生えており、上島自身は原作どおり坊主にする覚悟は出来ていたが、特に要求はされなかったとのこと。また、「ヤー!」「聞いてないよォ」など、上島のギャグを発することがある。
原作のお供三人にはそれぞれ息子がいるが、ドラマ版では子供（ただし女児）また、アニメ版によるお袋がいるのはオオカミ男のみである。
フランケンは「フンガー」しかしゃべれないが、第9話では、人間界で言葉を覚えたため、しゃべれるようになった。また、ウタコに好意を抱いている。またチェ・ホンマンが演じていることもあり、顎鬚が生えている。
ヒロシやウタコからそれぞれ「ドラ木（き）さん」「カミ男（お）さん」「ケンさん」と呼ばれる。
怪物くんとお供の三人は、怪物ランドと人間界では姿が異なっており、怪物ランドでは4人とも人間からはかけ離れた姿をしている。
その他の人間
市川歌子は高校生という設定となり、年齢も16歳に変更。名義も「ウタコ」とカタカナになっている。
ヒロシは貧しさの劣等感から虚言癖があり、友達が出来ずにいた設定となっている。初めての友達が怪物くんとお供三人である。
ヒロシのクラスメイトがドラマオリジナルとなる（キザオ、番野ではない）。アコちゃんが出たのは、名前のみ。
その他の怪物・悪魔
爺やは、怪物大王同様に原作では「怪物」らしい外見だが、ドラマ版では人間に近い（俳優の顔つきを残した、執事とかけた羊のようなメイクの）外見となっている。これはドラマ版の怪物や悪魔全体に言える傾向で、（着ぐるみなどを使うような）極度に人間離れした外見の者はほとんど登場しない。
プリンス・デモキンは外見や性格、物語上の位置づけなどが大幅に異なっており、百年前に怪物大王との対決に敗れ、力を打ち砕かれたという設定。また彼を復活させるためのキーパーソンとしてドラマオリジナルの悪魔（デモリーナ、アックマー、Dr.マリス）が登場。「ダークマター」という装置で人間の欲望を吸い取り復活のエネルギーとする。
怪子ちゃんは原作では怪物くんのことを『怪物くん』と呼んでいるが、ドラマ版では『太郎ちゃん』と呼んでいる。また、気が昂った影響でポルターガイスト現象を起こしたりはするが原作やアニメなどにあった念力も使用しない。

## 映画
『映画 怪物くん』は3D/2D同時上映となるドラマ版の実写映画。監督は中村義洋が担当。主演の大野智は映画単独初主演となる。カレーの王国を舞台に、ロケは実際にインドでも撮影されている（ただし登場する民は日本人）。日本テレビ製作による映画では『20世紀少年』級の約20億円の製作費を投入しており邦画では最大級のプロジェクトとなる。また、公開日の2011年11月26日は主演である大野の誕生日（1980年同日）である。さらに当映画には、その大野の先輩にあたるTOKIO（当時）の山口達也が友情出演として声のみ出演している。
TOHOシネマズ有楽座他全国446スクリーン（3Dは370スクリーン）で公開され、2011年11月26、27日の初日2日間で興収5億8103万8150円、動員43万1093人になり映画観客動員ランキング（興行通信社調べ）で初登場第1位となり、続く公開第2週でも9日間で累計興収は12億59万6,700円、累計動員は89万8,244人と興収10億円を突破し映画観客動員ランキング2週連続第1位となった。
キャッチコピーは「欲望渦巻くカレーの王国…今、ワガママは伝説になる。」。

### キャスト（映画）
- 怪物くん - 大野智（嵐）
- デモキン - 松岡昌宏（TOKIO）
- ドラキュラ - 八嶋智人
- ピラリ/市川ウタコ - 川島海荷
- オオカミ男 - 上島竜兵（ダチョウ倶楽部）
- フランケン - チェ・ホンマン
- カー/市川ヒロシ - 濱田龍臣
- ヴィシャール/岩石男 - 上川隆也
- サニル - 北村一輝
- ドラゴンの声 - 山口達也（TOKIO、友情出演）
- 怪物大王のお供・ドラキュラ - 本村健太郎
- 怪物大王のお供・オオカミ男 - ゆうぞう（インスタントジョンソン）
- 怪物大王のお供・フランケン - ジャイアント白田
- 回想の姫 - 小野明日香
- お巡りさん - 三宅弘城
- 爺や - 半海一晃
- デモリーナ - 稲森いずみ
- 怪物大王 - 鹿賀丈史

### スタッフ（映画）
- 監督 - 中村義洋
- 脚本 - 西田征史
- 原作 - 藤子不二雄A「怪物くん」（小学館刊）
- エグゼクティブプロデューサー - 奥田誠治
- Co.エグゼクティブプロデューサー - 櫨山裕子、菅沼直樹、神蔵克
- 製作指揮 - 宮崎洋、小松伸生、藤島ジュリー景子
- 製作 - 大山昌作、中村浩子、松野泉、大西豊、島谷能成、平井文宏、村上博保、長坂信人
- プロデューサー - 池田健司、原藤一輝、伊藤卓哉、坂下哲也、秋元孝之
- 協力プロデューサー - 宇田川寧
- 撮影 - 小松高志
- 美術 - 乾友一郎、小澤秀高、渡邉由利
- 装飾 - 山田好男
- 音楽 - 井筒昭雄
- 録音 - 石貝洋
- 照明 - 藤森玄一郎
- 編集 - 松竹利郎
- ライン・プロデューサー - 阿久根裕行
- 製作担当 - 若山直樹
- 助監督 - 平林克理、塩崎遵
- スクリプター/記録 - 小林加苗
- SFX/VFXプロデューサー - 熊本直樹
- 製作 - 「映画 怪物くん」製作委員会（日本テレビ放送網、ジェイ・ストーム、藤子スタジオ、小学館、東宝、バップ、オフィスクレッシェンド、スモーク、讀賣テレビ放送、札幌テレビ放送、宮城テレビ放送、静岡第一テレビ、中京テレビ放送、広島テレビ放送、福岡放送、日本テレビ系全国28社）
- 配給 - 東宝
- 制作プロダクション - 日テレアックスオン、オフィスクレッシェンド
- 企画・制作協力 - ジェイ・ストーム
- 企画・製作幹事 - 日本テレビ放送網

### 主題歌（映画）
- 嵐「Monster」

### 挿入歌（映画）
- 怪物太郎「ユカイツーカイ怪物くん」
- ドラキュラ/オオカミ男/フランケン「おれたちゃ怪物三人組よ」

### ソフト化
2012年6月6日発売。発売・販売元はバップ。
- 映画 怪物くん ブルーレイ（3枚組）
  - ディスク1：本編Blu-ray 3D
    - 本編：3D版本編を収録

  - ディスク2：本編Blu-ray
    - 本編：2D版本編を収録

  - ディスク3：特典Blu-ray
    - 「映画 怪物くん」メイキング
    - イベント映像集（大野智 ジャイアントスライダー見学、完成披露試写会、初日舞台挨拶、クリスマスプレゼント上映会 大阪 / 東京）
    - キャスト・スタッフインタビュー集
    - 「ZIP!」×「映画 怪物くん」特別コラボ 怪物くんの毎日チャレンジ!
    - 怪物くんを探せ!『インド珍道中』の巻 〜大ヒット御礼!『映画 怪物くん』クリスマスナイトより〜
    - 「News every. 特別版 大野智が行く“怪物くん社会科見学”」
      - 〜怪物くん ルーツの旅 藤子不二雄（A）先生の故郷へ〜
      - 〜怪物くんJET制作現場へ〜
      - 〜3D制作現場へ〜

    - 特報・劇場予告編・TVスポット集

  - 封入特典
    - ブックレット（20P）

  - 初回限定特典
    - 特製パスケース

  - 特製アウターケース付き
- 映画 怪物くん DVD豪華版（2枚組・初回限定生産）
  - ディスク1：本編DVD
    - 本編：2D版本編を収録

  - ディスク2：特典DVD（ブルーレイ版・特典Blu-rayと同内容）
  - 封入特典
    - 特製パスケース（ブルーレイ初回生産版と同様）
    - ブックレット（ブルーレイ版と同様）

  - 特製アウターケース付き
- 映画 怪物くん DVD通常版（本編DVDのみの1枚組）

### 受賞歴
- 「国際3D協会　ルミエール・ジャパン・アワード2012」で映画賞を受賞[15]。

### テレビ放送
| 回 | 放送日        | 放送時間（JST）   | 放送局     | 放送枠                  | 備考         | 出典   |
| -- | ------------- | ----------------- | ---------- | ----------------------- | ------------ | ------ |
| 1  | 2012年12月7日 | 金曜21:00 - 22:54 | 日本テレビ | 金曜ロードSHOW!         |              |        |
| 2  | 2014年1月24日 | 金曜21:00 - 22:54 | 日本テレビ | 金曜ロードSHOW!         |              |        |
| 3  | 2020年11月7日 | 土曜15:00 - 17:00 | 日本テレビ | 土曜パラダイス（第2部） | 関東ローカル | [ 16 ] |

## news every.特別版「大野智が行く”怪物くん社会科見学”」

### 出演者
- 大野智
- 上島竜兵
- 藤子不二雄A

### スタッフ
- ナレーション - 林田尚親、伊藤綾子
- 企画 - 奥田誠治
- 構成 - 川原慶太郎
- CAM - 手塚昌人、伊藤裕介、志水淳平、佐々木邦敏、小笠原弘典
- VE - 上野保
- 編集 - 坂田宗一郎、佐藤翔太
- MA - 入江克彰
- 音効 - 高崎正広
- TK - 桜井えみこ
- 映画事業部デスク - 重松愛
- 協力 - 「映画怪物くん」製作委員会、池田健司、原藤一輝、豊澤康弘
- アシスタントプロデューサー - 岩崎都
- AD - 田邉良樹
- ディレクター - 田島たけし、佐々木恵美、細川欣輝
- 演出 - 清水亮
- プロデューサー - 伊藤卓哉、本多哲也、高安彰
- 演出・プロデューサー - 山崎大介
- チーフプロデューサー - 菅沼直樹、山田克也
- 制作プロダクション - 日テレアックスオン
- 製作著作 - 日本テレビ